# 企業内大学
企業内大学（きぎょうないだいがく）とは、企業が社内に設置している研修制度（企業内教育）の一種であり、大学のように複数の講座を社員に受講させる形態を取るものを指す。なお「大学」という名称を用いているが、法令（学校教育法を含む）で規定される教育施設ではないため大学ではない。

## 特徴
企業内大学の特徴は、選択科目を充実させた事により社員は受ける授業の選択肢が豊富となり、自分自身でフレキシブルな成長へのプログラムが構成可能ということである。ゆえに各社員には受身的ではなく、自発的に学び行動するようになるという姿勢も期待できる。

## 実例
- ハンバーガー大学（マクドナルド）
- SOMPOクアユニバーシティ（SOMPOケア）
- 博報堂大学（博報堂）
- エコール資生堂（資生堂）
- クロトンビル経営開発研究所（ゼネラル・エレクトリック）
- モトローラユニバーシティー（モトローラ）
- 日立茨城工業専門学院（日立製作所）